# Nederlandse kampioenschappen schaatsen afstanden 2009 - 1000 meter mannen
De Nederlandse kampioenschappen schaatsen afstanden 2009 - 1000 meter mannen werden gehouden op zaterdag 1 november 2008. Er waren vijf plaatsen te verdelen voor de Wereldbeker schaatsen 2008/09. Jan Bos (5e op het WK en 3e in het World Cup klassement) had een beschermde status, voor hem volstond een plaats bij de eerste acht voor deelname aan de wereldbeker. Titelverdediger was Simon Kuipers die de titel pakte tijdens de Nederlandse Kampioenschappen Schaatsen Afstanden 2008.
Beorn Nijenhuis was de eerste rijder die tijdens dit toernooi de dupe werd van de aangescherpte regel met betrekking tot het aansnijden van de bocht. Hij kwam in de bocht met zijn schaats over de blokkenlijn en werd gediskwalificeerd.
Groothuis, Wennemars, Tuitert, Kuipers en Bos wisten zich te plaatsen voor de eerste wereldbekerwedstrijden van het seizoen.

## Statistieken

### Uitslag
| #      | Schaatser          | Tijd       |
| ------ | ------------------ | ---------- |
| Goud   | Stefan Groothuis   | 1.08,82    |
| Zilver | Erben Wennemars    | 1.09,34    |
| Brons  | Mark Tuitert       | 1.09,44    |
| 4      | Simon Kuipers      | 1.09,70    |
| 5      | Sjoerd de Vries    | 1.09,79    |
| 6      | Jan Bos            | 1.10,01    |
| 7      | Remco Olde Heuvel  | 1.10,49    |
| 8      | Rhian Ket          | 1.10,81    |
| 9      | Lars Elgersma      | 1.10,90    |
| 10     | Stevin Hilbrands   | 1.10,96    |
| 11     | Pim Schipper       | 1.11,02    |
| 12     | Jacques de Koning  | 1.11,11    |
| 13     | Bram Smallenbroek  | 1.11,19 PR |
| 14     | Sietse Heslinga    | 1.11,27    |
| 15     | Ronald van Slooten | 1.11,31    |
| 16     | Yuri Solinger      | 1.11,32    |
| 17     | Ronald Mulder      | 1.11,54 PR |
| 18     | Jesper Hospes      | 1.11,56    |
| 19     | Michael Poot       | 1.11,62 PR |
| 20     | Tim Salomons       | 1.12,03    |
| 21     | Michael Kaatee     | 1.12,03    |
| 22     | Freddy Wennemars   | 1.12,42    |
| 23     | Jesper van Veen    | 1.12,72 PR |
| -      | Beorn Nijenhuis    | DQ         |

- Volledige Uitslag (pdf-formaat)[dode link]

### Loting
| Rit | Binnenbaan        | Buitenbaan         |
| --- | ----------------- | ------------------ |
| 1   | Tim Salomons      | Jesper van Veen    |
| 2   | Sietse Heslinga   | Michael Poot       |
| 3   | Ronald Mulder     | Bram Smallenbroek  |
| 4   | Michael Kaatee    | Jesper Hospes      |
| 5   | Pim Schipper      | Stevin Hilbrands   |
| 6   | Freddy Wennemars  | Ronald van Slooten |
| 7   | Sjoerd de Vries   | Yuri Solinger      |
| 8   | Rhian Ket         | Beorn Nijenhuis    |
| 9   | Erben Wennemars   | Stefan Groothuis   |
| 10  | Remco Olde Heuvel | Jan Bos            |
| 11  | Simon Kuipers     | Lars Elgersma      |
| 12  | Jacques de Koning | Mark Tuitert       |

- Volledige Loting 1000 m (pdf-formaat)[dode link]

1987 · 
1988 · 
1989 · 
1990 · 
1991 · 
1992 · 
1993 · 
1994 · 
1995 · 
1996 · 
1997 · 
1998 · 
1999 · 
2000 · 
2001 · 
2002 · 
2003 · 
2004 · 
2005 · 
2006 · 
2007 · 
2008 · 
2009 · 
2010 · 
2011 · 
2012 · 
2013 · 
2014 · 
2015 · 
2016 · 
2017 · 
2018 · 
2019 · 
2020 · 
2021 · 
2022 · 
2023 · 
2024 · 
2025